# Легка атлетика на літніх Олімпійських іграх 2016 — біг на 400 метрів з бар'єрами (чоловіки)
Змагання з легкої атлетики в бігові на 400 метрів з бар'єрами серед чоловіків на літніх Олімпійських іграх 2016 відбувались з 15 по 18 серпня на Олімпійському стадіоні Жоао Авеланжа.

## Рекорди
Станом на 15 серпня 2016 світовий і олімпійський рекорди були такими:
| Світовий рекорд     | Кевін Янг (USA) | 46.78 | Барселона, Іспанія | 6 серпня 1992 |
| Олімпійський рекорд | Кевін Янг (USA) | 46.78 | Барселона, Іспанія | 6 серпня 1992 |

## Розклад змагань
Час місцевий (UTC−3).
| Дата                 | Час   | Раунд            |
| -------------------- | ----- | ---------------- |
| Понеділок, 15 серпня | 11:35 | Попередні забіги |
| Вівторок, 16 серпня  | 21:35 | Півфінали        |
| Четвер, 18 серпня    | 12:00 | Фінал            |

## Результати

### Попередні забіги
У півфінали проходять перші троє спортсменів з кожного забігу (Q), а також шестеро найшвидших крім них (q).

#### Забіг 1
| Місце | Спортсмен             | Країна                  | Час   | Примітки |
| ----- | --------------------- | ----------------------- | ----- | -------- |
| 1     | Абдельмалік Лагулу    | Алжир (ALG)             | 48.62 | Q, NR    |
| 2     | Боніфас Мучеру Тумуті | Кенія (KEN)             | 48.91 | Q        |
| 3     | Керрон Клемент        | США (USA)               | 49.17 | Q        |
| 4     | Юкі Мацусіта          | Японія (JPN)            | 49.60 |          |
| 5     | Майлз Укаома          | Нігерія (NGR)           | 49.84 |          |
| 6     | Марсіо Телес          | Бразилія (BRA)          | 50.41 |          |
| 7     | Джеффрі Гібсон        | Багамські Острови (BAH) | 52.77 |          |

#### Забіг 2
| Місце | Спортсмен       | Країна                  | Час   | Примітки |
| ----- | --------------- | ----------------------- | ----- | -------- |
| 1     | Ясмані Копелло  | Туреччина (TUR)         | 49.52 | Q        |
| 2     | Ерік Алехандро  | Пуерто-Рико (PUR)       | 49.54 | Q        |
| 3     | Махау Сугуіматі | Бразилія (BRA)          | 49.77 | Q        |
| 4     | Яак-Генріх Ягор | Естонія (EST)           | 49.78 |          |
| 5     | Карім Хуссейн   | Швейцарія (SUI)         | 49.80 |          |
| 6     | Амаду Ндіайє    | Сенегал (SEN)           | 49.91 |          |
| 7     | Мартін Кучера   | Словаччина (SVK)        | 51.47 |          |
| 8     | Мауліда Даруш   | Коморські Острови (COM) | 52.32 |          |

#### Забіг 3
| Місце | Спортсмен          | Країна                    | Час   | Примітки |
| ----- | ------------------ | ------------------------- | ----- | -------- |
| 1     | Карстен Варгольм   | Норвегія (NOR)            | 48.49 | Q, NR    |
| 2     | Хав'єр Кулсон      | Пуерто-Рико (PUR)         | 48.53 | Q, SB    |
| 3     | Расмус Мягі        | Естонія (EST)             | 48.55 | Q, SB    |
| 4     | Роксрой Като       | Ямайка (JAM)              | 48.56 | q, SB    |
| 5     | Мілуд Рахмані      | Алжир (ALG)               | 49.73 |          |
| 6     | Дмитро Коблов      | Казахстан (KAZ)           | 49.87 |          |
| 7     | Хосе Луїс Гаспар   | Куба (CUB)                | 50.58 |          |
| 8     | Нед Джастін Аземіа | Сейшельські Острови (SEY) | 50.74 | NR       |

#### Забіг 4
| Місце | Спортсмен        | Країна                  | Час   | Примітки |
| ----- | ---------------- | ----------------------- | ----- | -------- |
| 1     | Кейсуке Нодзава  | Японія (JPN)            | 48.62 | Q, PB    |
| 2     | Томас Барр       | Ірландія (IRL)          | 48.93 | Q, SB    |
| 3     | Ерік Крей        | Філіппіни (PHI)         | 49.05 | Q        |
| 4     | Джахіл Гайд      | Ямайка (JAM)            | 49.24 | q        |
| 5     | Серхіо Фернандес | Іспанія (ESP)           | 49.31 | q        |
| 6     | Себастьян Роджер | Велика Британія (GBR)   | 49.54 |          |
| 7     | Ле Ру Хамман     | ПАР (RSA)               | 49.72 |          |
| 8     | Джег'ю Гордон    | Тринідад і Тобаго (TTO) | 49.90 | SB       |

#### Забіг 5
| Місце | Спортсмен       | Країна                | Час   | Примітки |
| ----- | --------------- | --------------------- | ----- | -------- |
| 1     | Аннсерт Вайт    | Ямайка (JAM)          | 48.37 | Q, PB    |
| 2     | Джек Грін       | Велика Британія (GBR) | 48.96 | Q, SB    |
| 3     | Байрон Робінсон | США (USA)             | 48.98 | Q        |
| 4     | Оскарі Мьорьо   | Фінляндія (FIN)       | 49.04 | q, NR    |
| 5     | Міхаель Бюлтіл  | Бельгія (BEL)         | 49.37 | q, SB    |
| 6     | Курт Коуту      | Мозамбік (MOZ)        | 49.74 | SB       |
| 7     | Ліндсі Ганеком  | ПАР (RSA)             | 50.22 |          |
| Н/Д   | Ніколас Бетт    | Кенія (KEN)           | DQ    | R168.7b  |

#### Забіг 6
| Місце | Спортсмен      | Країна                  | Час   | Примітки |
| ----- | -------------- | ----------------------- | ----- | -------- |
| 1     | Харон Коеч     | Кенія (KEN)             | 48.77 | Q, PB    |
| 2     | Луї ван Зіл    | ПАР (RSA)               | 49.12 | Q        |
| 3     | Андрес Сілва   | Уругвай (URU)           | 49.21 | Q, SB    |
| 4     | Жордін Андраде | Кабо-Верде (CPV)        | 49.35 | q        |
| 5     | Мохамед Сгайєр | Туніс (TUN)             | 50.09 | SB       |
| 6     | Майкл Тінслі   | США (USA)               | 50.18 |          |
| 7     | Чжень Цзе      | Китайський Тайбей (TPE) | 50.65 |          |
| 8     | Патрік Добек   | Польща (POL)            | 50.66 |          |

### Півфінали
У фінал виходять по двоє перших учасників з кожного забігу (Q), а також двоє найшвидших крім них (q).

#### Забіг 1
| Місце | Спортсмен             | Країна                | Час   | Примітки |
| ----- | --------------------- | --------------------- | ----- | -------- |
| 1     | Керрон Клемент        | США (USA)             | 48.26 | Q, SB    |
| 2     | Боніфас Мучеру Тумуті | Кенія (KEN)           | 48.85 | Q, SB    |
| 3     | Серхіо Фернандес      | Іспанія (ESP)         | 48.87 |          |
| 4     | Абдельмалік Лагулу    | Алжир (ALG)           | 49.08 |          |
| 5     | Джахіл Гайд           | Ямайка (JAM)          | 49.17 |          |
| 6     | Кейсуке Нодзава       | Японія (JPN)          | 49.20 |          |
| 7     | Ерік Крей             | Філіппіни (PHI)       | 49.37 |          |
| 8     | Джек Грін             | Велика Британія (GBR) | 49.54 |          |

#### Забіг 2
| Місце | Спортсмен       | Країна            | Час   | Примітки |
| ----- | --------------- | ----------------- | ----- | -------- |
| 1     | Аннсерт Вайт    | Ямайка (JAM)      | 48.32 | Q, PB    |
| 2     | Хав'єр Кулсон   | Пуерто-Рико (PUR) | 48.46 | Q, SB    |
| 3     | Ясмані Копелло  | Туреччина (TUR)   | 48.61 | q        |
| 4     | Расмус Мягі     | Естонія (EST)     | 48.64 | q        |
| 5     | Луї ван Зіл     | ПАР (RSA)         | 49.00 |          |
| 6     | Жордін Андраде  | Кабо-Верде (CPV)  | 49.32 |          |
| 7     | Оскарі Мьорьо   | Фінляндія (FIN)   | 49.75 |          |
| 8     | Махау Сугуіматі | Бразилія (BRA)    | 49.77 |          |

#### Забіг 3
| Місце | Спортсмен        | Країна            | Час   | Примітки |
| ----- | ---------------- | ----------------- | ----- | -------- |
| 1     | Томас Барр       | Ірландія (IRL)    | 48.39 | Q, NR    |
| 2     | Харон Коеч       | Кенія (KEN)       | 48.49 | Q, PB    |
| 3     | Байрон Робінсон  | США (USA)         | 48.65 | PB       |
| 4     | Карстен Варгольм | Норвегія (NOR)    | 48.81 |          |
| 5     | Міхаель Бюлтіл   | Бельгія (BEL)     | 49.46 |          |
| 6     | Андрес Сілва     | Уругвай (URU)     | 49.75 |          |
| 7     | Ерік Алехандро   | Пуерто-Рико (PUR) | 49.95 |          |
| Н/Д   | Роксрой Като     | Ямайка (JAM)      | Н/Д   | DQ       |

### Фінал
| Місце | Спортсмен             | Країна            | Час   | Примітки |
| ----- | --------------------- | ----------------- | ----- | -------- |
| 1     | Керрон Клемент        | США (USA)         | 47.73 | SB       |
| 2     | Боніфас Мучеру Тумуті | Кенія (KEN)       | 47.78 | NR       |
| 3     | Ясмані Копелло        | Туреччина (TUR)   | 47.92 | NR       |
| 4     | Томас Барр            | Ірландія (IRL)    | 47.97 | NR       |
| 5     | Аннсерт Вайт          | Ямайка (JAM)      | 48.07 | PB       |
| 6     | Расмус Мягі           | Естонія (EST)     | 48.40 | NR       |
| 7     | Харон Коеч            | Кенія (KEN)       | 49.09 |          |
| Н/Д   | Хав'єр Кулсон         | Пуерто-Рико (PUR) | Н/Д   | DQ       |